# Liste der Burgen, Schlösser, Ansitze und wehrhaften Stätten im Bezirk Neusiedl am See
Diese Liste nennt die Burgen, Schlösser, Ansitze und wehrhaften Stätten im burgenländischen Bezirk Neusiedl am See.
Sie enthält nur solche Anlagen, von denen bauliche Reste oder erkennbare Spuren im Gelände erkennbar sind. Restlos abgekommene Anlagen wurden daher ebenso wenig in diese Liste aufgenommen wie lediglich archäologisch nachgewiesene und aktuell oberflächlich nicht erkennbare Anlagen. Wehrkirchen wurden in die Liste aufgenommen, wenn noch Wehrmauern oder Schießscharten zu erkennen sind.

## Erklärung zur Liste
- Name: Name der Anlage.
- Gemeinde, Adresse, Lage: Zeigt an, in welcher Gemeinde das Gebäude steht; gegebenenfalls auch die Adresse. Geokoordinaten.
- Typ: Es wird der Gebäudetyp angegeben, wie Burg, Festung, Schloss, Gutshof, Wehrkirche, Wallanlage.
- Geschichte: geschichtlicher Abriss
- Zustand: Beschreibung des heutigen Zustands bzw. der Verwendung.
- Bild: Zeigt wenn möglich ein Bild des Gebäudes an.
- Denkmalschutz: Falls unter Denkmalschutz, führt ein Link zum Eintrag in der Denkmalliste.

## Liste
| Name                              | Gemeinde, Adresse, Lage                                      | Typ         | Geschichte | Zustand                                                          | Bild | Denkmalschutz |
| --------------------------------- | ------------------------------------------------------------ | ----------- | --- | ---------------------------------------------------------------- | ---- | ------------- |
| Hausberg Burg                     | Pamhagen Lage                                                | Kastell     | Kastell der Nadásdy? | Graben und Wall erkennbar                                        |      | 8006          |
| Esterhazy-Schlössel Frauenkirchen | Frauenkirchen Kirchenplatz 1e Lage                           | Schloss     | in der ersten Hälfte des 18. Jahrhunderts barock ausgebaut.                                                                                                | Schule                                                           |      | 5926          |
| Altes Schloss Gattendorf          | Gattendorf Obere Dorfstraße 18 Lage                          | Schloss     | im Kern aus dem 17. Jahrhundert; erweitert im 18. Jahrhundert.                                                                                             |                                                                  |      | 5965          |
| Neues Schloss Gattendorf          | Gattendorf Obere Dorfstraße 20 Lage                          | Schloss     | errichtet erste Hälfte 18. Jahrhunderts. Attika um 1800.                                                                                                   |                                                                  |      | 5966          |
| Schloss Halbturn                  | Halbturn Im Schloss 3 Lage                                   | Schloss     | 1711 errichtet (nach Zerstörung eines Vorgängerbaus 1683). Brand 1949.                                                                                     | auch für Ausstellungen und andere Kulturveranstaltungen genutzt. |      | 6111          |
| Altes Schloss Kittsee             | Kittsee Am Schanzl 3 Lage                                    | Burg        | (Wasser-)Burg ab 13. Jahrhundert. Im Zweiten Weltkrieg teilweise zerstört.                                                                                 | Ruine                                                            |      | 6006          |
| Neues Schloss Kittsee             | Kittsee Dr.-Ladislaus-Batthyany-Platz 1 Lage                 | Schloss     | Vor Mitte des 18. Jahrhunderts erbaut (anstelle eines Meierhofs des Alten Schlosses von Anfang des 17. Jahrhunderts).                                      | erhalten                                                         |      | 6002          |
| Schloss Königshof                 | Bruckneudorf Königshof 1 Lage                                | Schloss     | war Verwaltungszentrum des Stifts Heiligenkreuz. | ab 2010 restauriert.                                             |      | 6017          |
| Römische Befestigung Königshof    | Bruckneudorf zwischen Kaisersteinbruch und Bruckneudorf Lage | Befestigung | Befestigung des 3. Jahrhunderts; später zu befestigter Villa ausgebaut.                                                                                    | Wälle erkennbar                                                  |      | nein          |
| Kuruzzenschanze                   | Neusiedl am See, Parndorf Lage                               | Wallanlage  | ab 1703 errichtete Befestigungslinie. | weitläufiger Wall, teils auch mit Graben, erkennbar              |      | 6112 129071   |
| Befestigung Mönchhof              | Mönchhof Kirchenplatz und Hauptgasse Lage                    | Turm, Mauer | ehemaliger Kirchturm als Wachtturm genutzt. |                                                                  |      | 6032 6034     |
| Schloss Potzneusiedl              | Bruckneudorf Untere Hauptstraße 1 Lage                       | Schloss     | um 1800 errichtet. |                                                                  |      | 6200          |
| Roter Hof                         | Halbturn Im Schloss 3 Lage                                   | Schloss     | Meierhof des Schlosses aus 18. Jahrhundert; nach Brand 1809 barockisierend wiederaufgebaut. in zweiter Hälfte des 20. Jahrhunderts schlossartig ausgebaut. | erhalten; als Wohngebäude genutzt.                               |      | nein          |
| Tabor Neusiedl                    | Neusiedl am See Am Tabor Lage                                | Burg        | wohl mittelalterlicher Turm; Ruine 1708 als Eckpunkt der Kuruzzenschanze befestigt.                                                                        | Turmruine; Wall, Graben.                                         |      | 6088          |